# Université de Towson
L'université de Towson (en anglais : Towson University, également connue sous les noms Towson et TU) est une université publique américaine située à Towson dans le Maryland. Elle fait partie de l'University System of Maryland (en). 

## Historique

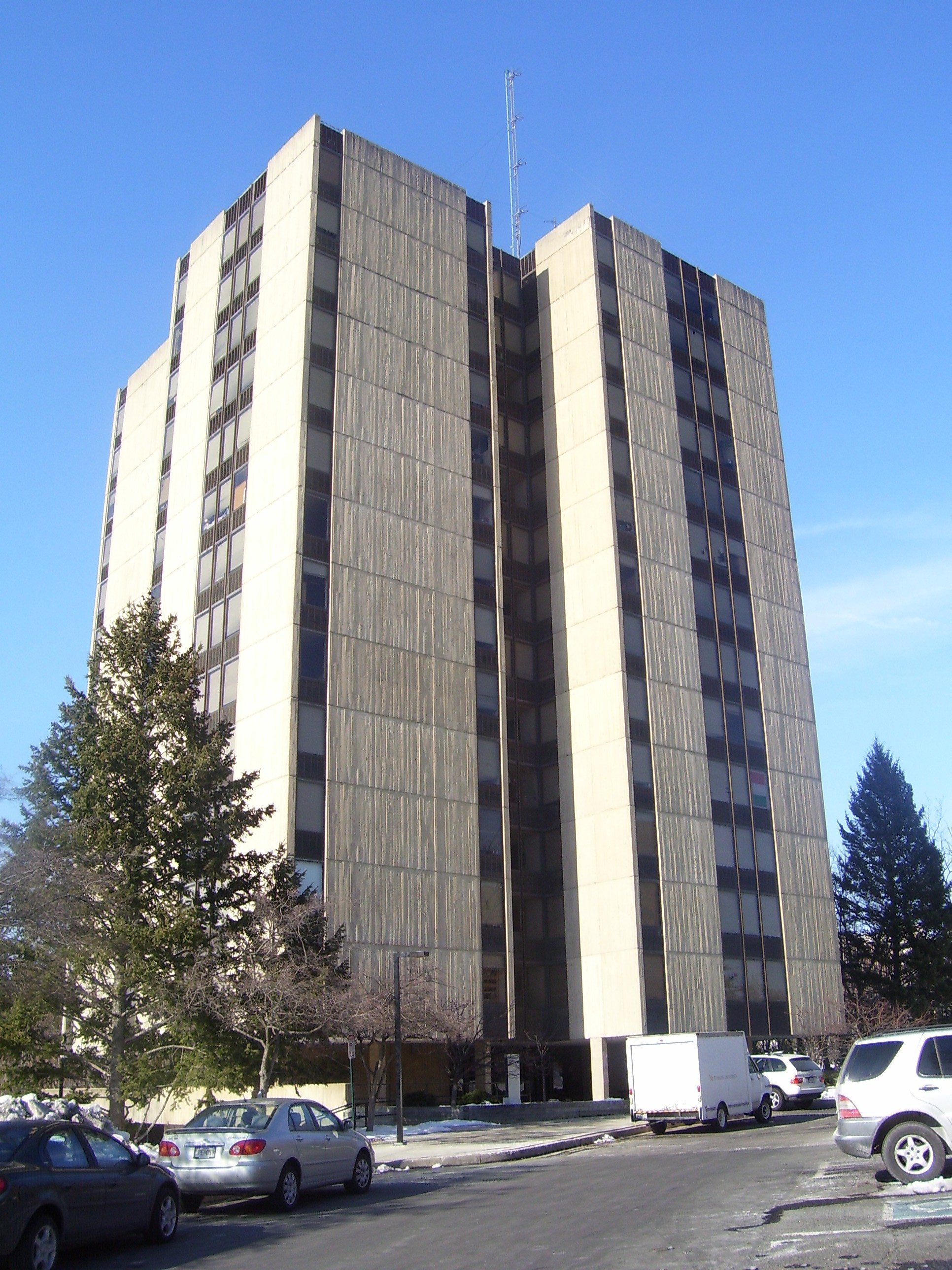
L'un des bâtiments de l'université de Towson.

Elle est d'abord fondée en 1866 sous la forme d'une école normale, la première du Maryland. Par la suite, elle devient l'une des plus grandes universités publiques de l'État, accueillant environ 20 000 étudiants dont approximativement 800 étudiants internationaux provenant d'une centaine de nations. 
En 2006, l'université accueille plus d'étudiants dans son école de commerce que n'importe quel autre collège de l'État.